# Shkodra
Shkodra (albanisch auch Shkodër) ist eine Stadt im Norden Albaniens. Sie liegt zwischen dem Skutarisee und den Flüssen Kir, Drin und Buna.
Die 2400 Jahre alte Stadt ist seit jeher regionales Verwaltungszentrum. Heute ist Shkodra Amtssitz der Bashkia (Stadtgemeinde) sowie Hauptstadt des Qarks Shkodra. Die Stadt zählt 61.633 Einwohner (Volkszählung 2023)  und ist die siebtgrößte Stadt des Landes.
Shkodra ist traditionell das kulturelle Zentrum Nordalbaniens. Viele Shkodraner Persönlichkeiten aus Kultur, Politik und Gesellschaft waren in der Vergangenheit auch von nationaler Bedeutung. Ihnen verdankt man beispielsweise die ersten Fotografien, die in Albanien angefertigt wurden, oder künstlerische Werke, welche das albanische Nationalbewusstsein bis in die Gegenwart prägen. Nicht umsonst war die Stadt bis vor einem Jahrhundert eines der kulturellen Zentren Albaniens, wo auch die albanische Nationalbewegung Rilindja (Wiedergeburt) viele Anhänger und Unterstützer hatte. Deswegen gilt das kulturelle und historische Erbe Shkodras als eines der bedeutendsten nicht nur in Albanien selbst, sondern in allen von Albanern bewohnten Gebieten auch in den Nachbarländern.

## Name
Erstmals in der Antike lateinisch als Scodra erwähnt, übernahmen im Laufe der Geschichte alle Sprachen diesen ursprünglich illyrischen Namen. Albanisch heißt die Stadt Shkodra (bestimmte Form) oder Shkodër (unbestimmte Form). Auf Serbokroatisch wird sie Skadar (Скадар), auf Türkisch İşkodra und auf Italienisch Scutari genannt, wovon die früher gebrauchte Bezeichnung im Deutschen Skutari abgeleitet ist.

## Geographie

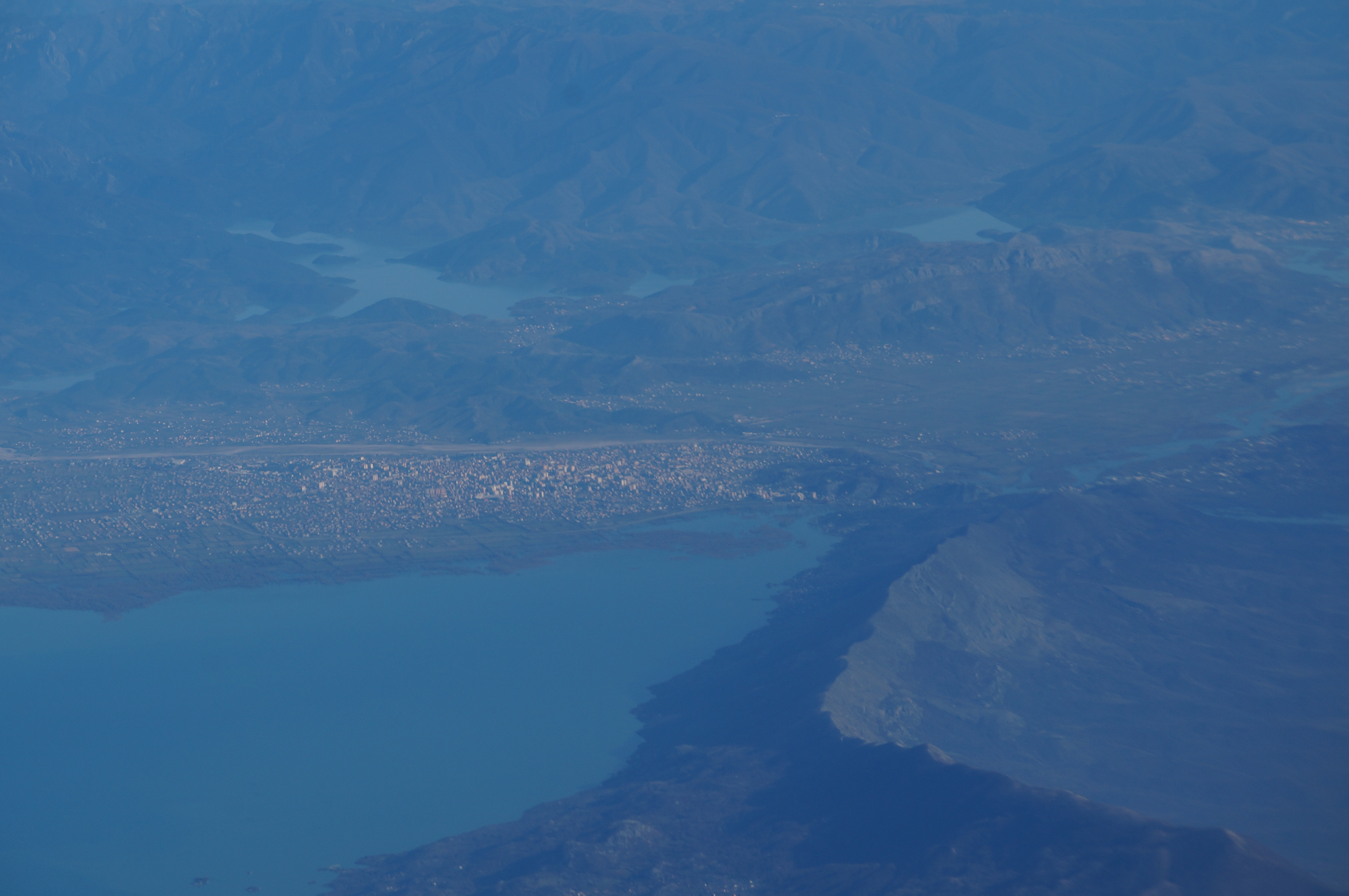
Luftaufnahme Shkodras mit Skutarisee und Tarabosh im Vordergrund und Drin rechts

### Lage
Das antike Shkodra lag hauptsächlich auf dem Burghügel Rozafa, eingeklemmt auf drei Seiten von den Flüssen Kir im Osten, Drin im Süden und Buna im Westen. Nur gegen Norden öffnet sich eine weite Ebene entlang des Skutarisees, die im Osten von Ausläufern der Albanischen Alpen begrenzt wird und wo sich heute das moderne Shkodra befindet. Auf der anderen Flussseite Richtung Süden erstreckt sich die Ebene bis an die adriatische Küste bei Lezha. Die Lage der Stadt Shkodra war in der Vergangenheit – aber auch heute noch – von hoher strategischer Bedeutung, denn alle Handelsrouten mussten von Westen her die Engstelle bei Shkodra passieren, um dann weiter Zentral- oder Südalbanien zu erreichen. Diese besondere Position verhalf der Stadt in ihrer Geschichte oftmals zu ihrem Reichtum bzw. machte sie zum Gegenstand von Konflikten zwischen rivalisierenden Mächten.
Das heutige Stadtgebiet von Shkodra wird im Westen von Sümpfen des Skutarisees, im Südwesten von den drei Flüssen und im Osten vom Kir mit seinem ziemlich breiten Flussbett begrenzt. Im Norden öffnet sich die Ebene zwischen See und Bergland. Die beiden Dörfer Shiroka und Zogaj am Ufer des Sees unterhalb des Tarabosh (593 m ü. A.) gehören ebenfalls zur Stadt. Die Grenze zu Montenegro ist 34 Straßenkilometer entfernt.

### Gemeinde
Bis 2015 war Shkodra eine eigenständige Gemeinde (bashkia), die dann mit den anderen Gemeinden des Kreises Shkodra zusammengelegt wurde. Diese bilden heute die Njësitë administrative (Verwaltungseinheiten):
| Name        | Einwohner 2023 | Einwohner 2011 | Gemeindeart |
| ----------- | -------------- | -------------- | ----------- |
| Shkodra     | 61.663         | 77.075         | Bashkia     |
| Ana e Malit | 2.652          | 3.858          | Komuna      |
| Bërdica     | 4.062          | 5.773          | Komuna      |
| Dajç        | 2.494          | 3.885          | Komuna      |
| Guri i Zi   | 6.315          | 8.085          | Komuna      |
| Postriba    | 4.744          | 7.069          | Komuna      |
| Pult        | 245            | 1.529          | Komuna      |
| Rrethinat   | 15.968         | 21.199         | Komuna      |
| Shala       | 584            | 1.804          | Komuna      |
| Shosh       | 90             | 304            | Komuna      |
| Velipoja    | 3.647          | 5.031          | Komuna      |

Die ganze Gemeinde hat 102.434 Einwohner (Volkszählung 2023). Dies ist ein Viertel weniger als noch zwölf Jahre zuvor (Volkszählung 2011: 135.612 Einwohner).

### Gewässer
Der Wasserreichtum der Region zwischen Shkodra und Lezha war für die Menschen schon immer Segen und Plage zugleich. Der fruchtbare Boden bescherte der Landwirtschaft und Viehzucht hohe Erträge, doch die Unberechenbarkeit der aus dem nördlichen Bergland kommenden Flüsse, allen voran des Drins, führt immer noch regelmäßig zu Überschwemmungen, welche wiederum die Erträge zerstören.

### Klima
In Shkodra herrscht Mittelmeerklima mit kontinentalem Einfluss. Die Sommer sind oft trocken und heiß, die Winter niederschlagsreich und relativ mild. Der niederschlagsreichste Monat ist der November mit durchschnittlich 230 mm und 16 Regentagen. Der niederschlagsärmste Monat ist der Juli mit 42 mm. Die durchschnittliche Höchsttemperatur wird mit 31 °C in den Monaten Juli und August erreicht, die Tiefsttemperatur im Monat Januar mit 0 °C.
|                       | Jan | Feb | Mär  | Apr  | Mai  | Jun  | Jul  | Aug  | Sep  | Okt  | Nov  | Dez  |   |      |
| Mittl. Tagesmax. (°C) | 8,6 | 9,5 | 13,6 | 18,3 | 22,9 | 27,3 | 30,5 | 31,3 | 26,7 | 21,0 | 15,2 | 11,1 | ⌀ | 19,7 |
| Mittl. Tagesmin. (°C) | 1,6 | 1,4 | 5,0  | 9,1  | 12,9 | 16,8 | 18,9 | 19,0 | 15,7 | 10,9 | 8,2  | 4,3  | ⌀ | 10,4 |
|                       |     |     |      |      |      |      |      |      |      |      |      |      |   |      |
| Niederschlag (mm)     | 216 | 173 | 149  | 101  | 114  | 58   | 30   | 44   | 128  | 262  | 241  | 227  | Σ | 1743 |

| 1,6 |

| 1,4 |

| 5,0 |

| 9,1 |

| 12,9 |

| 16,8 |

| 18,9 |

| 19,0 |

| 15,7 |

| 10,9 |

| 8,2 |

| 4,3 |

| 1,6 |

| 1,4 |

| 5,0 |

| 9,1 |

| 12,9 |

| 16,8 |

| 18,9 |

| 19,0 |

| 15,7 |

| 10,9 |

| 8,2 |

| 4,3 |

## Geschichte

### Erste Besiedlung und Illyrer

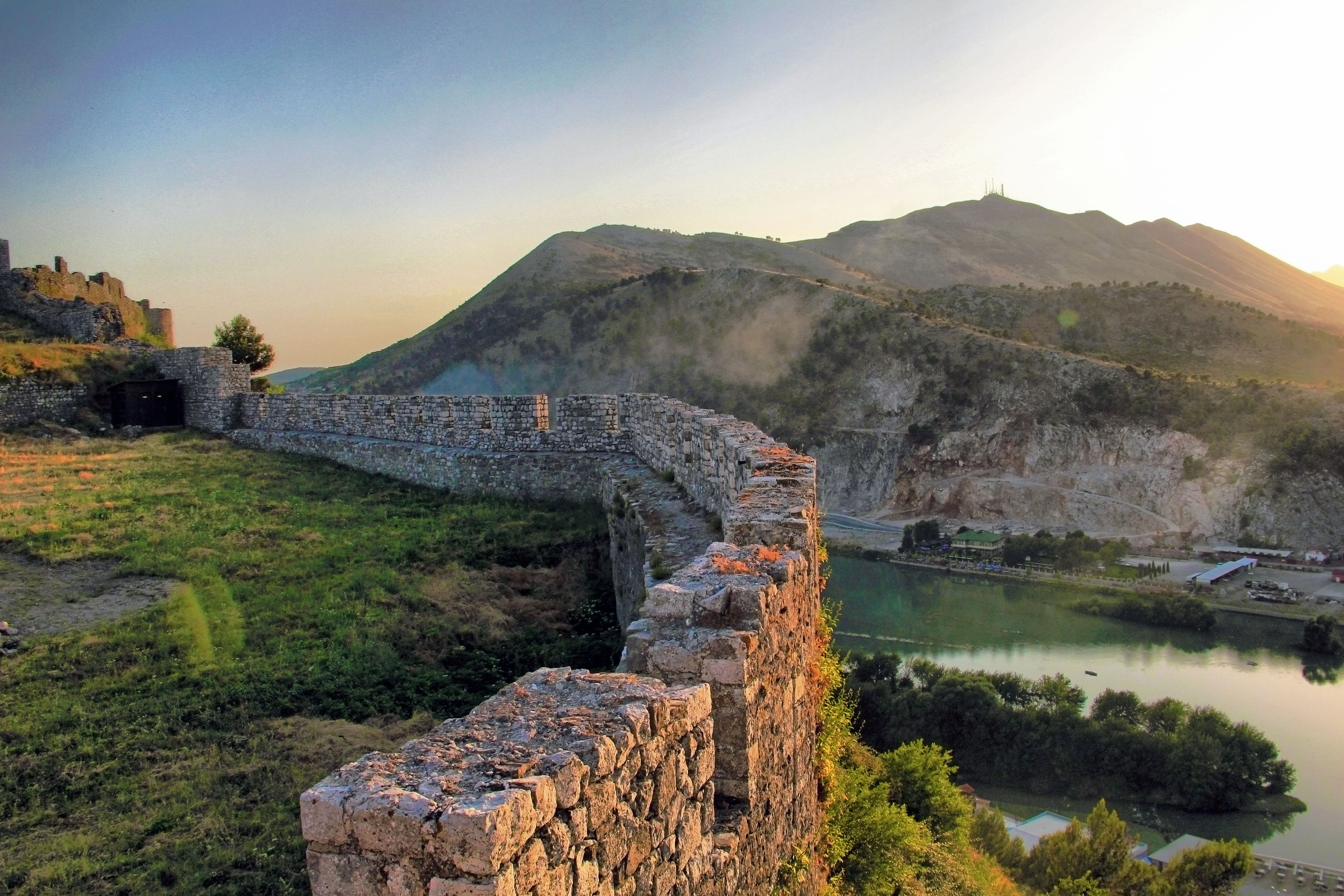
Der Festungshügel Rozafa wurde schon in der Antike besiedelt.

Die frühesten Spuren menschlicher Besiedlung stammen aus dem 2. Jahrtausend v. Chr. Sie wurden südlich der heutigen Stadt beim Ort Tepe gefunden und lassen sich in die Bronzezeit einordnen.
Zu der Zeit ihrer ersten Erwähnung im 4. Jahrhundert v. Chr. war Scodra Residenzstadt des illyrischen Stammes der Ardiäer, die über ein Gebiet zwischen den heutigen Staaten Albanien, Montenegro, Bosnien-Herzegowina und Kroatien herrschten. Zahlreiche Artefakte und Inschriften in der Stadtfestung Rozafa zeugen von dieser Zeit. Nach den Ardiäern nahm der ebenfalls illyrische Stamm der Labeaten den Platz ein und war weitaus mächtiger als ihre Vorgänger. Königin Teuta, König Agron und König Genthios gehörten zu den berühmtesten Persönlichkeiten der Labeaten und ließen viele Silbermünzen prägen, welche meist ihren Namen in griechischer Sprache oder ihr Porträt zeigen.

### Römer
Den Römern war das labeatische Königreich schon lange Zeit ein Dorn im Auge; sie begannen 229 v. Chr. erstmals mit der Entsendung einer römischen Armee nach Illyrien. Der Erste Illyrische Krieg begann, und vor Scodra mussten sich die illyrischen Armeen der Königin Teuta den Römern geschlagen geben. Das labeatische Königreich zerfiel, und die Dynastie regierte nur noch über das Gebiet der Stadt. 168 v. Chr. wurde auch sie von den Römern eingenommen und der damalige König Genthios nach Iguvium in Italien interniert. Ab dem 1. Jahrhundert war Scodra Teil der römischen Provinz Dalmatia. Im Zuge der Verwaltungsreform Kaiser Diokletians wurde es Ende des 3. Jahrhunderts Hauptstadt der neu geschaffenen Provinz Praevalitana. Mit der Verbreitung des Christentums wurde im 4. Jahrhundert das Erzbistum Scodra gegründet und 535 von Kaiser Justinian der neu geschaffenen Erzdiözese Iustiniana Prima unterstellt – Scodra somit zum Bistum zurückgestuft.
In der zweiten Hälfte des 6. Jahrhunderts wurde die antike Stadt Scodra von eindringenden Slawen erobert.

### Mittelalter
1040 wurde Shkodra vom Fürstentum Zeta erobert. Ab 1360 herrschte das Adelsgeschlecht der Balšić (albanisch Balsha) über Zeta und erhoben Shkodra zu ihrer Hauptstadt. Das seit 1185 zum Serbischen Reich gehörende Zeta verteidigte erfolglos 1393 die Stadt gegen die Osmanen, die sie für kurze Zeit besetzt hielten.
1396 übernahm die Republik Venedig die Macht in Shkodra, welches nun Teil des Venezianischen Albaniens wurde. 1403 kam es zu einem Aufstand der Shkodraner gegen die venezianische Herrschaft. Während der Herrschaft der Löwenrepublik blühte die Stadt zu einer reichen Handelsstadt auf.

### Osmanische Zeit

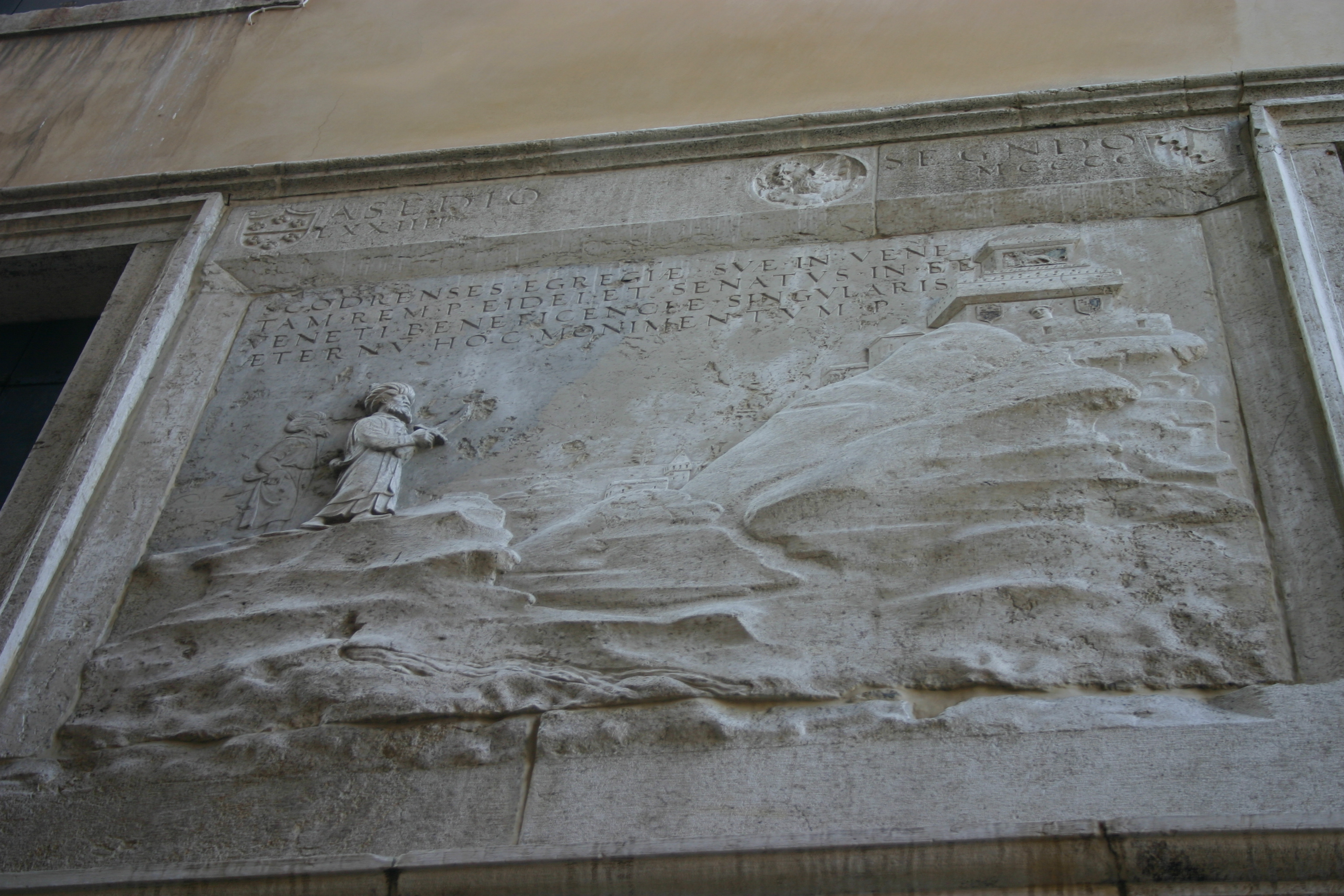
Darstellung der vergeblichen Belagerung Skutaris durch Mehmed II. in der ehemaligen Scuola degli Albanesi, 1474

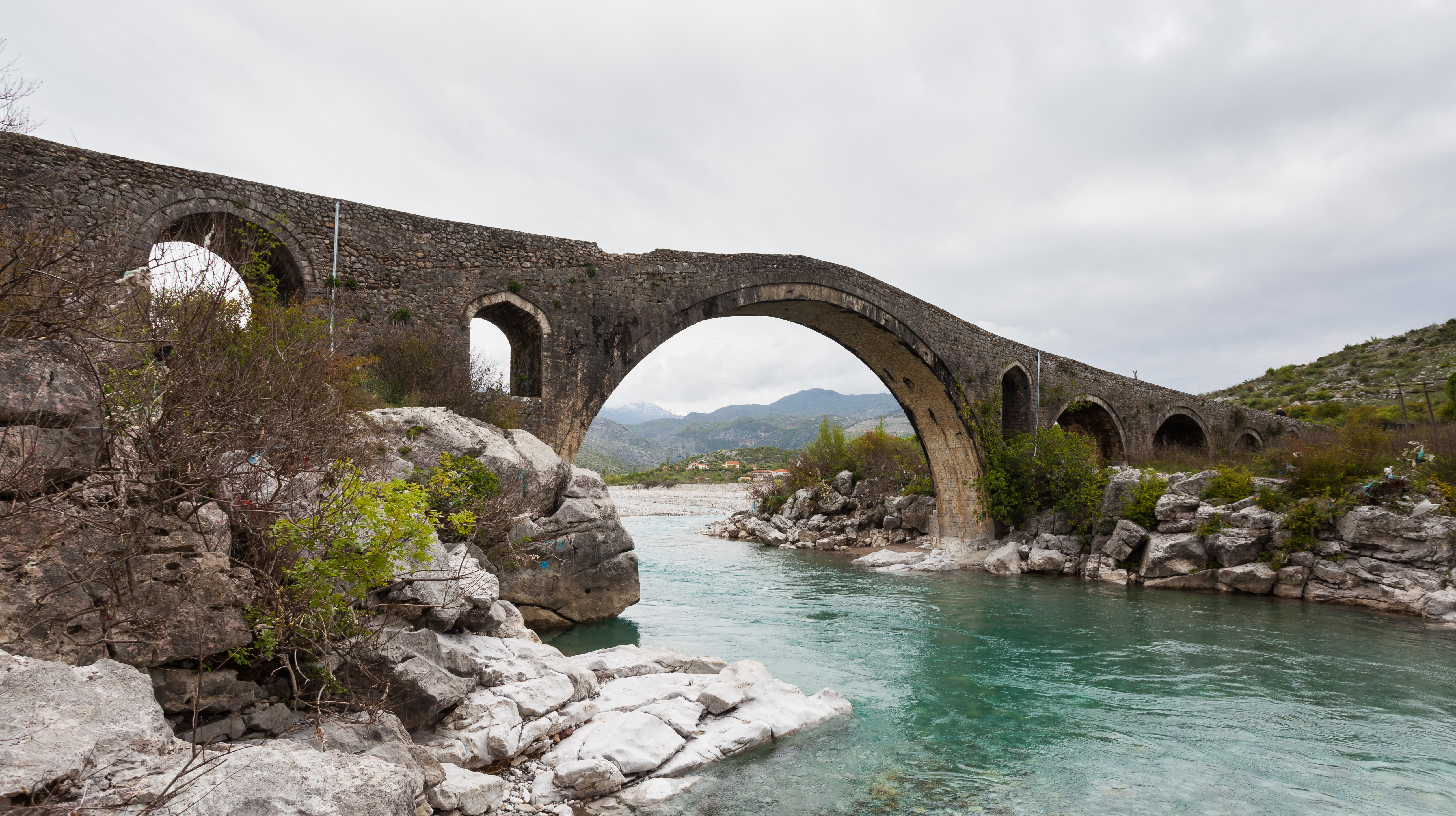
Die Brücke von Mes ist ein wichtiges Bauwerk aus osmanischer Zeit (erbaut im 18. Jahrhundert).

1479 wurde Shkodra von den Osmanen nach langer Belagerung der Burg Rozafa erobert, und Shkodra wurde Hauptstadt des gleichnamigen Vilâyets. Soweit die Einwohner die Belagerung überlebt hatten und nicht bereits vorher aus der Stadt geflohen waren, verließen sie die Stadt mit den abziehenden venezianischen Truppen und wurden auf dem verbleibenden venezianischen Territorium angesiedelt.
Es dauerte längere Zeit, bis sich die Stadt von den Zerstörungen und der Entvölkerung infolge der osmanischen Eroberung erholen konnte und wieder zu einem bedeutenden Handelsort wurde, der nun vom Austausch zwischen dem Osmanischen Reich und dem übrigen Europa profitieren konnte. Noch 1614 wurde Shkodra von einem französischen Reisenden als kleine Stadt mit kaum 300 Häusern beschrieben. Der türkische Reisende Evliya Çelebi dagegen schildert sie etwa 50 Jahre später als blühende Handelsstadt mit 1800 Häusern (das entspricht etwa 9000 Einwohnern, etwas mehr als Berlin in jener Zeit hatte) – bis zu dieser Zeit hatte die Burg Rozafa auch als Wohnviertel gedient. Bis zum Ende des 16. Jahrhunderts konvertierten fast alle Einwohner zum Islam.
1757 erklärte sich der lokale Feudalherr Mehmet Bej Bushati zum Pascha der Region Shkodra. Er führte die politischen Geschäfte fast selbstständig und erlangte so mehr Autonomie gegenüber der Hohen Pforte. Seine Blütezeit erreichte das Paschalik von Shkodra jedoch erst mit seinem Sohn Kara Mahmut, der die Grenzen seines Machtbereichs bis nach Kosovo und Berat erweiterte. 1785 griff er das benachbarte Montenegro an und konnte die Piratenbastion Ulcinj erobern, deren Flotte er in Brand setzte. Schnell wurde der Westen Europas auf ihn aufmerksam und Kara Mahmut bat bei den Habsburgern um Waffen und Geld, um das Osmanische Reich zu bekämpfen. Dieses schickte schnell seine Truppen nach Shkodra zur Rückeroberung, so im November 1787. Doch die Osmanen mussten schon nach dreimonatiger Belagerung der Festung Rozafa sich den überlegeneren Soldaten Kara Mahmuts geschlagen geben. 1796 nahm er einen weiteren Versuch, Montenegro anzugreifen, doch dieses Mal erlebte er eine Niederlage und er wurde sogar geköpft. Nach seinem Tod wurde sein jüngster Bruder, Ibrahim Pascha, sein Nachfolger. Dieser war jedoch immer ein Gegner der Politik seines Bruders und war immer dem Sultan treu. Er verwaltete das Paschalik von Shkodra bis zu seinem Tod 1810.

### Zeit der Nationalbewegung „Rilindja“
1860 gründeten Jesuiten ein Seminar und 1870 wurde mit Hilfe Österreich-Ungarns ein theologisches Gymnasium des Franziskanerordens eingerichtet. Die Österreicher zielten damit darauf ab, ihren Einfluss im katholischen Nordalbanien zu vergrößern. Die in Shkodra wirkenden und arbeitenden Priester und Pfarrer hatten jedoch in der örtlichen Bevölkerung keinen guten Ruf. Ihnen wurde vorgeworfen, sie würden aus den Handelsbeziehungen mit Österreich-Ungarn nur eigene Vorteile ziehen und würden die einheimischen Kleinhändler hintergehen. Die muslimischen Shkodraner – und allgemein die Albaner – waren gegenüber der Doppelmonarchie mehr als misstrauisch. Um den österreichischen Einfluss in Shkodra so viel wie möglich zu minimieren, wurden in der Stadt auch italienische Schulen eröffnet.
Als einzige bedeutende Stadt Albaniens, die nicht auch von anderen Kulturen wesentlich beeinflusst wurde, war sie um die Jahrhundertwende ein wichtiger Ort der Rilindja, der albanischen Nationalbewegung.

### 20. Jahrhundert

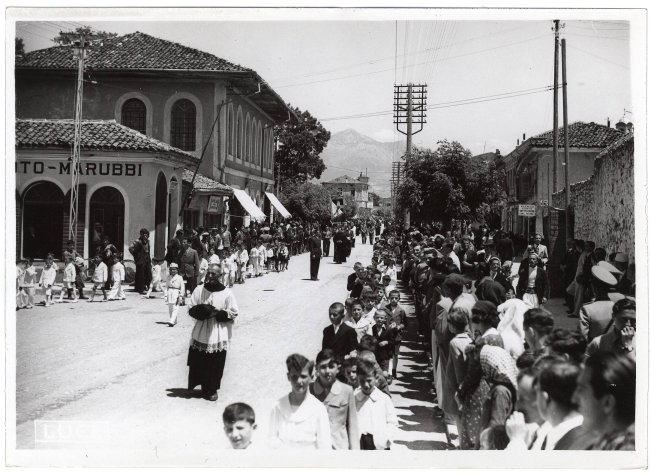
Römisch-katholische Prozession (etwa 1939/40)

In den Wirren der Balkankriege 1912/13 beanspruchten Montenegriner und Serben die Stadt für ihre Staaten (es gab Minderheiten von Serben und Montenegrinern in der Region, welche aber heute größtenteils assimiliert oder abgewandert sind).
Nach der Ermordung des osmanischen Kommandanten Hasan Riza Pascha hielt die montenegrinische Armee Shkodra einige Zeit besetzt. Auf Druck der europäischen Großmächte musste diese 1913 wieder abziehen, und Shkodra wurde dem gerade unabhängig gewordenen Albanien zugeordnet. Deutschland, Frankreich, Großbritannien, Italien und Österreich-Ungarn stationierten in Shkodra Detachements zum Schutz der Stadt. Im Ersten Weltkrieg von 1916 bis 1918 stand die Stadt unter österreichischer Besatzung. Nach dem Krieg folgten die Franzosen, die Shkodra 1920 an den jungen Staat Albanien übergaben.
Bis zum Aufschwung der neuen Hauptstadt Tirana in den 1930er Jahren war Shkodra die wichtigste Stadt des Landes (zeitweise in Konkurrenz mit der Hafenstadt Durrës). Im 19. Jahrhundert lebten hier mehr als 40.000 Menschen. Die vielen katholischen Bewohner hatten starke Beziehungen nach Italien und Österreich, was der Entwicklung förderlich war. Katholische Mönche eröffneten verschiedene Schulen. 1879 wurde hier erstmals in Albanien eine Zeitung publiziert und 1901 fanden wichtige Treffen der albanischen Nationalbewegung Rilindja (Wiedergeburt) statt.
Als letzte Stadt Albaniens wurde Shkodra im November 1944 von den Besatzungstruppen der deutschen Wehrmacht geräumt.
1990 war die Stadt ein Zentrum des Aufstandes gegen die kommunistische Diktatur. Bei Demonstrationen kamen vier Personen ums Leben. Der katholische Priester Simon Jubani zelebrierte auf dem sogenannten alten katholischen Friedhof der Stadt den ersten Gottesdienst nach über 30 Jahren Religionsverbot und läutete damit das Ende dieser Bestimmung ein.

## Bevölkerung

### Einwohnerentwicklung
Die Einwohnerzahl von Shkodra vergrößerte sich nach 1991 – dem Jahr des Sturzes der kommunistischen Regierung – ein wenig. Neben Zuwanderung aus den Bergen kam es aber auch zu Abwanderung aus der strukturschwachen Region. Beim Standesamt (Gjendja civile), das wohl auch viele Emigrierte erfasst hat, waren im Jahr 2007 sogar 112.783 Einwohner gemeldet, davon waren 49,9 % Männer und 50,1 % Frauen. Bei der Volkszählung vier Jahre später wurden in der Stadt jedoch nur 77.075 Personen erfasst (Volkszählung 2011) – deutlich weniger als zehn Jahre zuvor. Der Bevölkerungsschwund hielt auch in den darauffolgenden zwölf Jahren an. Heute ist Shkodra die fünftgrößte Stadt des Landes.
| Jahr der Zählung | Einwohnerzahl |
| ---------------- | ------------- |
| 1955             | 38.564        |
| 1960             | 43.305        |
| 1979             | 65.026        |
| 1989             | 81.140        |
| 2001             | 83.274        |
| 2011             | 77.075        |
| 2023             | 61.663        |

### Dialekt
In Shkodra wird ein nordwestgegischer Dialekt des Albanischen gesprochen.

### Ethnische Minderheiten
Die größte ethnische Minderheit sind die Roma, gefolgt von einer kleineren Zahl Serben und Montenegriner. Genaue Zahlen liegen jedoch nicht vor.

### Religionen
Shkodra ist das historische Zentrum der katholischen Kirche Albaniens und Sitz des Bischofs des Erzbistums Shkodra-Pult. In der Stadt leben aber auch viele Muslime und Orthodoxe.

## Stadtbild

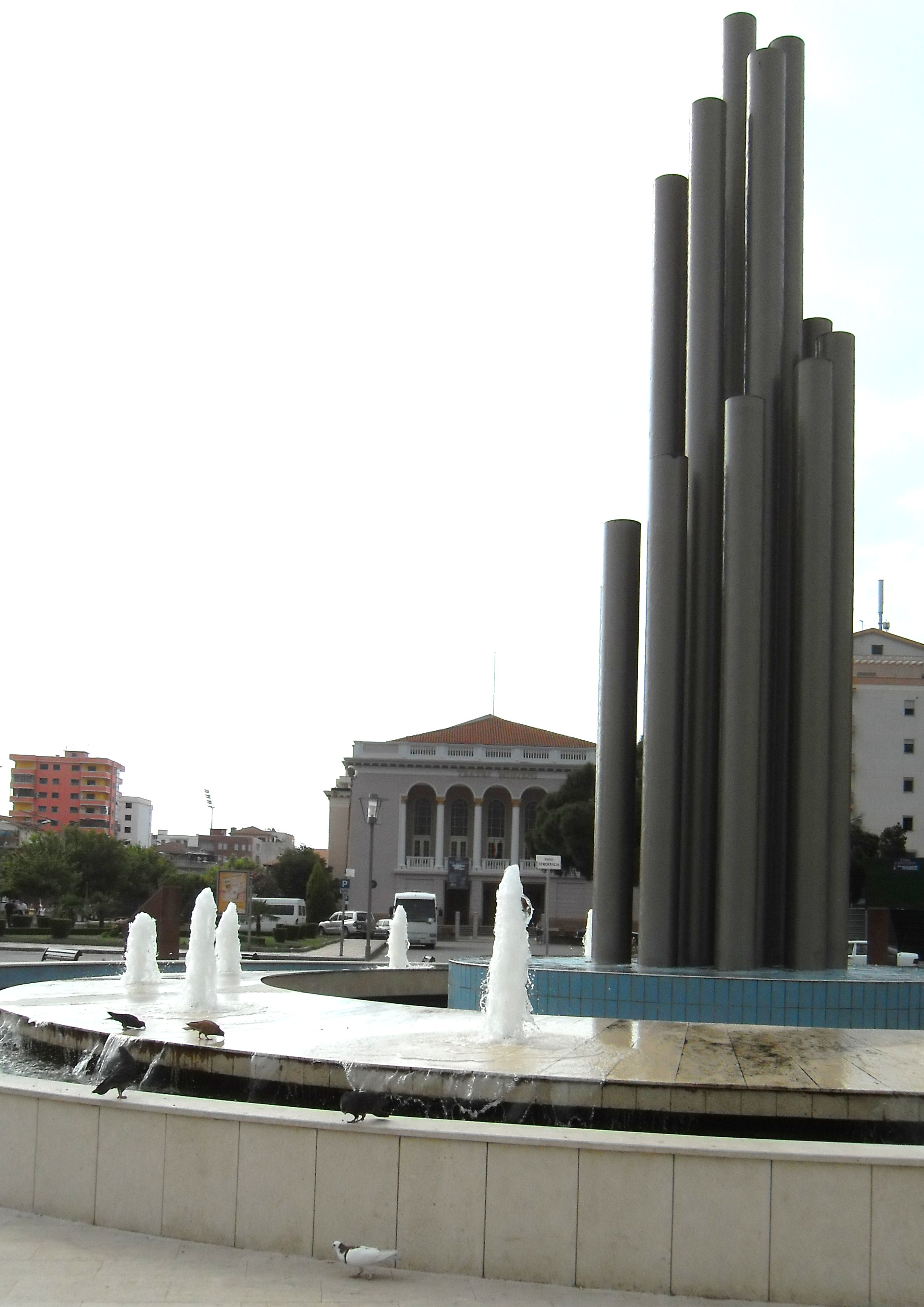
Der Demokracia-Platz im Zentrum mit Springbrunnen statt wie bisher mit der Statue 5 Heronjtë e Vigut und dem Migjeni-Theater im Hintergrund

Auf einem Hügel steil über der Buna zwischen den Flüssen Buna und Drin liegt die Burgruine Rozafa. Ihre Ursprünge gehen auf die vorrömische Zeit der Illyrer zurück. Die Burg hat bis in die Neuzeit die Geschicke der Stadt bestimmt. Ihre Lage erlaubte, wichtige Verkehrswege auf dem Fluss und an Land sowie später die Brücken zu kontrollieren, und bot über Jahrtausende Sicherheit. Mit Ausnahme der Befestigungsmauer sind die meisten Gebäude der Burg zerstört. Bis zur Niederlage der türkischen Truppen im Jahr 1913 wurde sie noch militärisch genutzt. Am nördlichen Fuß des Burgbergs lag über Jahrhunderte auf einem schmalen Uferstreifen das Basarviertel Shkodras. Hier befindet sich auch die Buna-Brücke und eine Anlegestelle für die Buna hochkommende sowie den See querende Schiffe.
Ab ca. 1770 setzte eine Verlagerung des Stadtzentrums weg vom Basar rund zwei Kilometer nach Osten in die Ebene am Seeufer ein, so dass die Stadt bald über zwei komplett voneinander getrennte Teile verfügte. Ein drittes Viertel lag südöstlich des Burghügels am Ufer des Kir. Nach den Erdbeben von 1815 und 1837 veränderte sich aber der Lauf des Drins, der zuvor nicht in die Buna, sondern direkt ins Meer mündete, und das Tabak-Viertel wurde in der Folge regelmäßig überflutet. Die Bleimoschee, das bedeutendste Gebäude im heute sehr ländlich geprägten Viertel, war schon nach dem Ersten Weltkrieg ungenutzt. Die Bedeutung des Basarviertels nahm spätestens nach dem Zweiten Weltkrieg ebenfalls ab, so dass von der historischen Substanz in den 1980er Jahren nichts mehr zu sehen war.
Das heutige Stadtbild ist noch immer von trostlosen Wohnblöcken aus kommunistischer Zeit, weiten Straßen, aber auch verwinkelten Gassen mit hohen Hofmauern geprägt. Im Zentrum sind in jüngster Zeit einige neue Hochhäuser und Gotteshäuser entstanden. Ein zentraler Straßenzug mit historischen, städtischen Häusern wurde wiederhergestellt und zu einer Fußgängerzone umgestaltet. Am Ort des alten Basarviertels wurde eine neue Einkaufspassage erstellt. Das Niemandsland zwischen Burg und heutiger Stadt ist seit dem Ende der 1990er Jahre allmählich mit neuen Dienstleistungs- und Handelsgeschäften überbaut worden. Einige Kilometer nordöstlich findet sich die osmanische Brücke Ura e Mesit aus dem 18. Jahrhundert.

## Bildung
Im Jahr 1957 wurde die Universität Shkodra als Pädagogische Hochschule eröffnet. Heute verfügt sie über sechs Fakultäten.
In Shkodra befindet sich eine der acht österreichischen Auslandsschulen, die Österreichische Schule Shkodra „Peter Mahringer“.

## Kultur

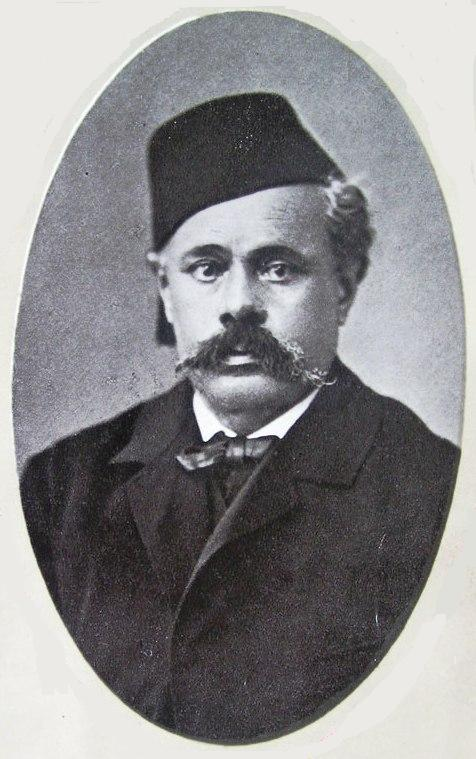
Pjetër Marubi war der erste Fotograf Albaniens. Das Studio Marubi war das bekannteste des Landes.

Das nordalbanische Zentrum hat viel von seinem alten Glanz verloren. Während des Sozialismus war Shkodra noch eine wichtige Industriestadt. Seit dem Zusammenbruch des sozialistischen Regimes leidet die Stadt unter einer relativ schlechten wirtschaftlichen Lage, die sich jedoch zunehmend bessert.
Das Stadtbild hat sich in den letzten Jahren aufgrund starken Zuzugs aus den umliegenden Dörfern beträchtlich verändert. Es wurde jedoch ohne Kriterium und ohne einen langfristigen Plan gebaut. Viele alte Häuser in der Altstadt mussten den neuen Hochbauten weichen. Seit wenigen Jahren gibt es einen Bauzonenplan, der mehr oder weniger eingehalten wird. Geplant ist z. B. die Verkehrsberuhigung des Stadtzentrums, dort soll eine Fußgängerzone entstehen.
In und um Shkodra ist seit Beginn der 1990er Jahre das albanische Gewohnheitsrecht wieder aufgelebt. Ohne dieses genau zu kennen, glauben viele, Blutrache ausüben zu müssen. Hunderte von Familien in der Region können ihr Haus nicht mehr verlassen, weil sie von der Blutrache bedroht sind. Inzwischen sind unabhängige Organisationen und Privatpersonen in der Versöhnung der verfeindeten Parteien engagiert. Dank dieser Vermittlung hat sich die Lage in den letzten Jahren merklich entspannt. So wurden in den Jahren 2004 bis 2006 im Qark Shkodra nur noch ein oder zwei Blutrache-Morde pro Jahr registriert.
Während der albanischen Nationalbewegung Rilindja war Shkodra im 19. und 20. Jahrhundert Zentrum der politischen und kulturellen Bewegung in Nordalbanien und Montenegro.
Shkodra ist das Zentrum der Katholiken Albaniens, die primär im Norden leben. Die Stadt ist Sitz einer Erzdiözese und beherbergt ein theologisches Seminar des Jesuitenordens. Die Stephanskathedrale war während der kommunistischen Herrschaft zu einer Turnhalle umfunktioniert worden. Es gibt traditionell aber auch einige Orthodoxe und viele Muslime, für die Gotteshäuser wie die Orthodoxe Kathedrale, die Ebu-Bekr-Moschee und die Parruca-Moschee wieder aufgebaut wurden.

### Theater
Das Migjeni-Theater gehört zu den berühmtesten Albaniens und wurde nach Migjeni, einem wichtigen albanischen Poeten und Prosaisten, benannt. Das Theatergebäude steht im Stadtzentrum nahe dem Sheshi Demokracia.

### Sport
KS Vllaznia Shkodra gehört zu den erfolgreichsten Vereinen des Landes: Vllaznia war neun Mal Meister und platziert sich nach den drei Hauptstadtklubs KF Tirana, KS Dinamo Tirana und FK Partizani in der Liste der Rekordmeister der albanischen Meisterschaft Kategoria Superiore. Den Pokal hat Vllaznia sechs Mal gewonnen. Der Verein trägt seine Heimspiele im Loro-Boriçi-Stadion aus.
Der Klubi Sportiv Vllaznia respektive die Shoqëria Sportive Vllaznia ist auch in vielen anderen Sportarten aktiv.

### Sonstiges
Alljährlich findet vom 1. bis 4. März der Karneval von Shkodra statt, der eine alte Tradition ist.

## Politik

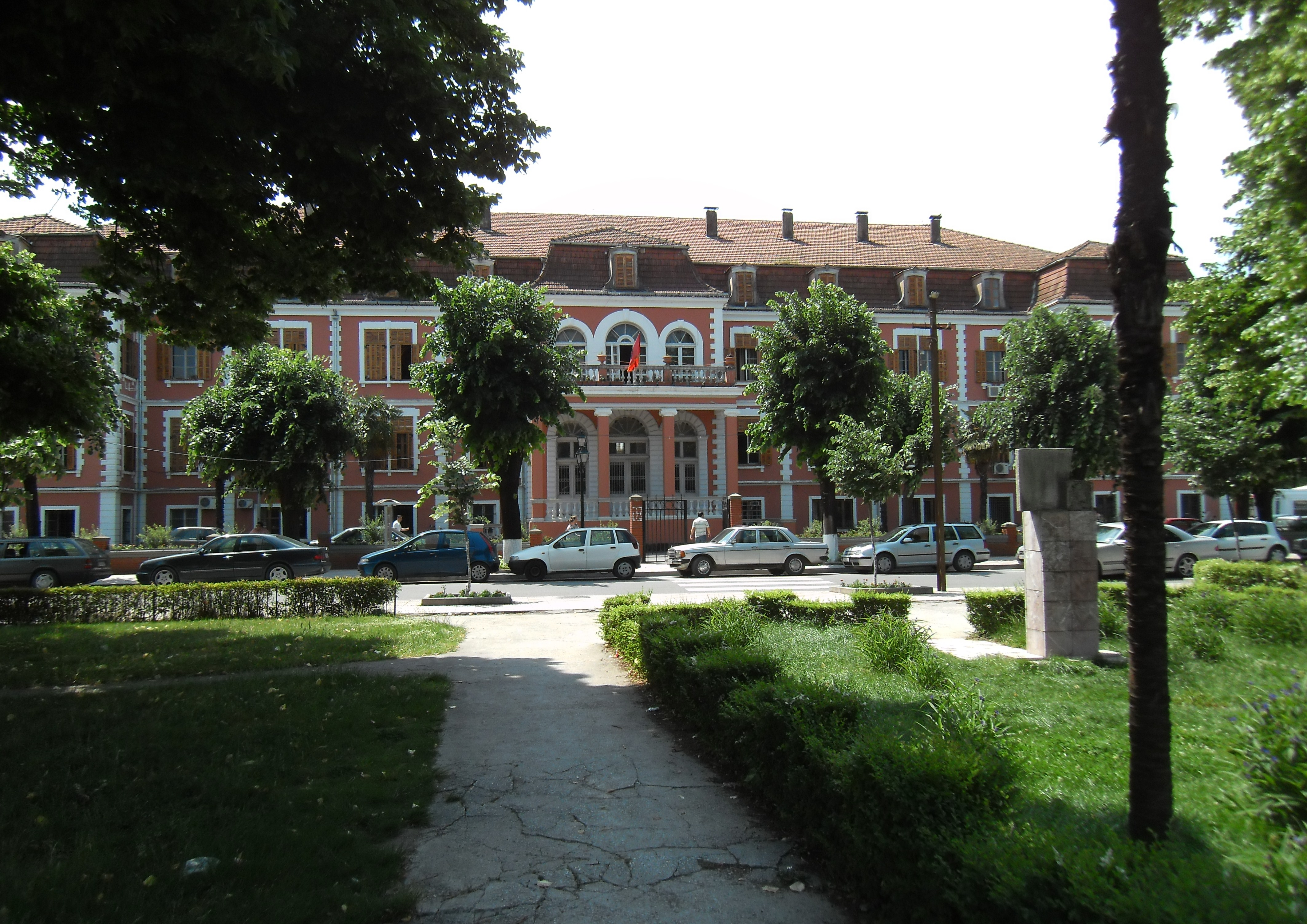
Gebäude der Präfektur

### Exekutive
Der Bürgermeister der Bashkia von Shkodra (alb. Kryetari i Bashkisë) übernimmt mit seinen Stellvertretern exekutive Funktionen und wird zusammen mit dem Stadtrat alle vier Jahre direkt gewählt. Der Bürgermeistersitz befindet sich im Rathaus auf die Straße „13 Dhjetori“.
Bürgermeisterin der Gemeinde war seit 2015 Voltana Ademi (PD). Sie löste den seit 2007 amtierenden Lorenc Luka (PD) ab. Auf Ademi folgte bei den Nachwahlen 2022 Bardh Spahia, der für Shtëpia e Lirisë (Haus der Freiheit), die Berishatreuen innerhalb der zu diesem Zeitpunkt zerstrittenen Demokratischen Partei, antrat.
| Person          | von  | bis  |                   | Person | von  | bis |
| Musa Juka       | 1916 | 1924 | Loro Suma         | 1943   | 1943 |     |
| Muhamet Gjyrezi | 1924 | 1925 | Zef Gjeta         | 1943   | 1944 |     |
| Mehmet Shpuza   | 1925 | 1928 | Dhimitër Bojaxhiu | 1944   | 1945 |     |
| Rustem Ymeri    | 1928 | 1928 | keiner            | 1945   | 1992 |     |
| Izet Dibra      | 1928 | 1930 | Filip Guraziu     | 1992   | 1996 |     |
| Zenel Prodani   | 1930 | 1931 | Bahri Boriçi      | 1996   | 2000 |     |
| Rustem Ymeri    | 1931 | 1933 | Ormir Rusi        | 2000   | 2003 |     |
| Zenel Prodani   | 1933 | 1937 | Artan Haxhi       | 2003   | 2007 |     |
| Ndoc Çoba       | 1937 | 1939 | Lorenc Luka       | 2007   | 2015 |     |
| Mark Kakarriqi  | 1939 | 1942 | Voltana Ademi     | 2015   | 2022 |     |
| Zef Shiroka     | 1942 | 1943 | Bardh Spahia      | 2022   | 2023 |     |

### Legislative
Der Stadtrat (albanisch Këshilli bashkiak) hat seit 2015 51 Sitze. Wegen des Boykotts der Opposition bei den Wahlen 2019 verfügten die Sozialisten erstmals über eine Mehrheit:
| \| Partei \| Koalition \| Anzahl Ratssitze \| \| ------------------------------------ \| --------- \| ---------------- \| \| Sozialistische Partei Albaniens \| ASHE \| 40 \| \| Sozialdemokratische Partei Albaniens \| ASHE \| 09 \| \| Moderate Sozialistische Partei \| ASHE \| 01 \| \| Partei Soziale Demokratie \| ASHE \| 01 \| | Insgesamt 51 Sitze - PS: 40 - PSD: 9 - MSP: 1 - PDS: 1 |                  |
| Partei | Koalition                                              | Anzahl Ratssitze |
| Sozialistische Partei Albaniens | ASHE                                                   | 40               |
| Sozialdemokratische Partei Albaniens | ASHE                                                   | 09               |
| Moderate Sozialistische Partei | ASHE                                                   | 01               |
| Partei Soziale Demokratie | ASHE                                                   | 01               |

### Judikative
Shkodra ist Sitz eines Bezirksgerichts (albanisch Gjykata e Rrethit Gjyqësor). Im Weiteren sind das Appellationsgericht von Shkodra (albanisch Gjykata e Apelit) und die Staatsanwaltschaft angesiedelt.

### Stadtwappen
Das Stadtwappen von Shkodra war vom Adelsgeschlecht der Balsha entstanden.

### Städtepartnerschaften
Shkodra unterhält mit 5 Städten in 3 Ländern eine Städtepartnerschaft.
- Skopje (Nordmazedonien)
- Prizren (Kosovo)
- Ulcinj (Montenegro)
- Gjakova (Kosovo)
- Cetinje (Montenegro)

## Verkehrsinfrastruktur

### Eisenbahnverkehr
Die Bahnstrecke Vora–Shkodra der albanischen Eisenbahn Hekurudha Shqiptare ist seit 2019 unterbrochen. Gelegentlich verkehren Pilgerzüge nach Laç sowie meist täglich ein Güterzug nach Laç. Die Bahnstrecke nach Podgorica wird nur für den Gütertransport verwendet.

### Öffentlicher Verkehr
Der Nahverkehr in Shkodra wird ausschließlich durch öffentliche Buslinien bewältigt. Es gibt Linien von Bahçallek nach Fermentim, von der „Ehemaligen Agentur“ nach Shiroka, vom Bahnhof nach Kiras und eine Ringlinie. Auch der Fernverkehr ist maßgeblich von Überlandbussen dominiert. Mehrmals täglich fahren Busse zwischen der albanischen Hauptstadt Tirana und Shkodra, weiterhin existieren tägliche Verbindungen ins montenegrinische Podgorica und Ulcinj. Im Gegensatz zu vielen vergleichbar großen Städten auf der Balkanhalbinsel weist Shkodra jedoch kein zentrales Autobus-Terminal vor.
Shkodra gilt als Fahrrad-Hauptstadt Albaniens, hierbei handelt es sich um ein Erbe aus der Zeit der Diktatur unter Enver Hoxha.

## Persönlichkeiten
Aus Shkodra stammt Marin Barleti (1450–1512/13), einer der frühesten Humanisten und der einzige bedeutende Historiker Albaniens zur Zeit der Renaissance. Pashko Vasa (1825–1892) war eine bedeutende Figur des Unabhängigkeitskampfes der Albaner. Sein Poem O moj Shqypni ist ein Klassiker in der albanischen Literatur. Der Künstler Kolë Idromeno (1860–1939) war einer der ersten Fotografen und Kinematografen Albaniens sowie ein herausragender Maler. Sein Ölgemälde Motra Tone (Schwester Tona) wird als „albanische Mona Lisa“ bezeichnet. Im Bereich der Fotografie leisteten im 19. und 20. Jahrhundert darüber hinaus die Gebrüder Marubi Pionierarbeit in Albanien. Ebenfalls aus Shkodra stammt Migjeni (1911–1938), der zu den wichtigsten albanischen Poeten und Prosaisten gehört.